# 孙护
孙护（？—415年），十六国时期北燕大臣。
后燕慕容熙时，孙护任北部司马。407年，帮助冯跋等杀慕容熙。冯跋化装潜至龙城（辽宁朝阳市），藏匿于孙护家中。高云继立，以孙护为尚书左仆射。409年，高云被人杀死，冯跋建国称天王，拜孙护为侍中、尚书令，封阳平公、孙护弟孙伯仁为昌黎尹，冯跋起兵时，孙护三个弟弟孙叱支、孙乙拔、孙伯仁均有才干，以骁勇著称。曾随冯跋杀慕容熙。立功居多，求官开府不得，遂有怨言。415年，冯跋大怒而杀孙伯仁等三人。冯跋进孙护为左光禄大夫，开府仪同三司、录尚书事来安抚他。孙护仍有怏怏不乐之色，后被冯跋毒死。